# Ostra (Pasmo Jaworzyny)
Ostra (834 m) – szczyt w bocznym grzbiecie Pasma Jaworzyny w Beskidzie Sądeckim. Grzbiet ten odbiega od głównego grzbietu Pasma Jaworzyny po wschodniej stronie Makowicy, początkowo w północnym kierunku, na Ostrej zakręca w zachodnim i poprzez Wilcze Doły (786 m), Nad Garbem (781 m) i Majdan (490 m) opada aż do Nowego Sącza. W północno-zachodnim, północnym i północno-wschodnim kierunku odchodzą od Ostrej trzy grzbiety oddzielające potok Homerka i trzy doliny potoku Bączanka (dopływ Homerki). Z przeciwległych stoków w południowo-zachodnim kierunku spływa Potok Życzanowski.
Ostra jest obecnie niemal całkowicie zalesiona. Z dawnych dużych polan istnieje jeszcze na jej południowo-wschodnich stokach Polana Barnowska. Polana na północno-wschodnim grzbiecie zarasta lasem. Na południowych stokach, przy szlaku turystycznym istnieje jeszcze niewielka polanka z pomnikiem partyzantów. Przed II wojną światową był tutaj budynek gajówki, który służył za schronienie partyzantom AK z oddziału Juliana Zubka (pseudonim „Tatar”). Żywności partyzantom dostarczał dwór Stadnickich z Nawojowej. Niemcy jednak spalili gajówkę, pozostały ruiny piwnicy. Na miejscu gajówki stoi pomnik upamiętniający partyzantów z oddziału „Tatara”.
Przez Ostrą prowadzi zielony szlak turystyczny. Omija on jednak jej wierzchołek, trawersując południowymi jej stokami nad doliną Życzanowskiego Potoku.

## Szlaki turystyczne
zielony: Nowy Sącz – Majdan – Żeleźnikowa Mała – Nad Garbem – Wilcze Doły – Ostra – Polana Ogórkowa – Makowica

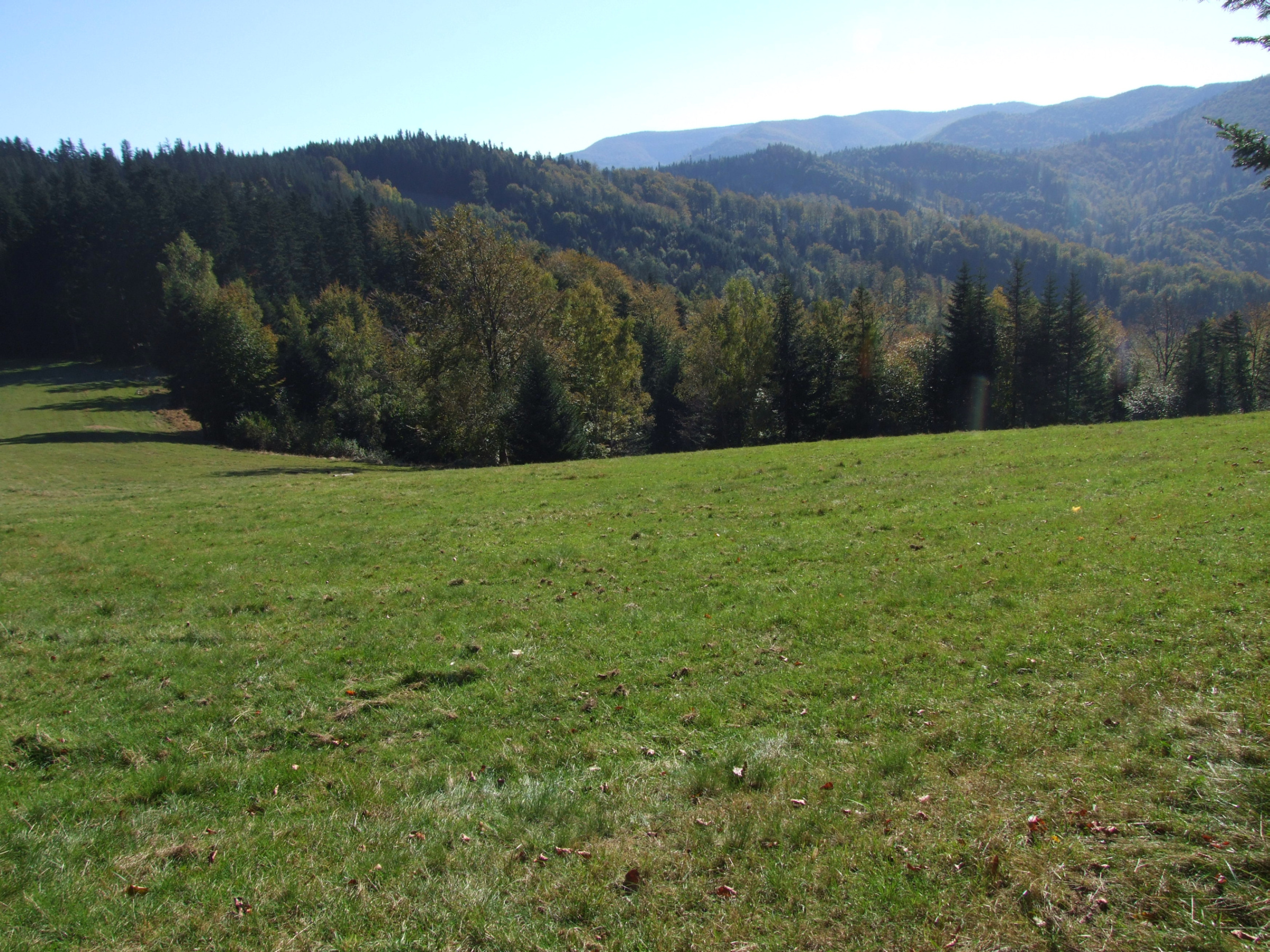
Grzbiet Wilczych Dołów i Ostrej